# Mancha estelar

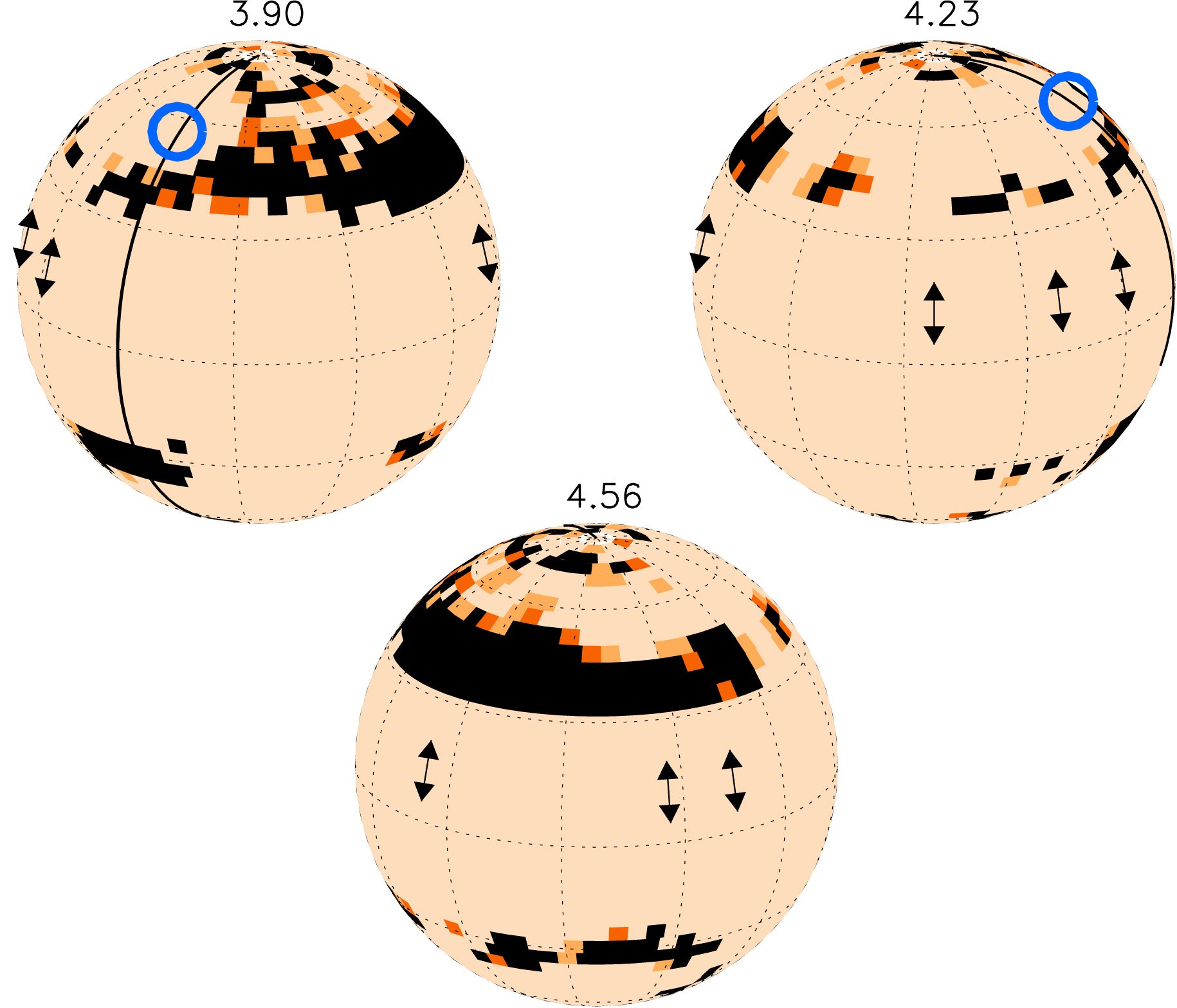
Mapas Doppler de la estrella altamente activa BO Mic en diferentes fases de rotación

Una mancha estelar  es el equivalente a una mancha solar en otras estrellas.
Las manchas del tamaño de las manchas solares son muy difíciles de detectar debido a que sus dimensiones son demasiado pequeñas para causar fluctuaciones en el brillo de las estrellas. Las manchas estelares observadas son en general mucho más grandes que las del Sol, y se han observado coberturas de hasta un 30% de la superficie estelar, lo que corresponde a tamaños cien veces más grandes que los conocidos en el sol.
Pero estas observaciones no se pueden comparar directamente con el comportamiento del sol, porque las estrellas observadas no son enanas amarillas como éste, sino gigantes rojas como Betelgeuse o Mira.